# Leendert Valstar
Leendert Marinus Valstar (Naaldwijk, 10 augustus 1908 - Vught, 4 september 1944) was een leidend Nederlands verzetsstrijder in de Tweede Wereldoorlog. Hij pleegde tientallen succesvolle overvallen en was medeoprichter van de Landelijke Knokploegen.
Hij was tuinder van beroep. In 1931 trouwde hij met Neeltje Dekker, geboren op 1 oktober 1904 in 's-Gravenzande.

## Uitbreken van de Tweede Wereldoorlog
Tijdens de meidagen van 1940 diende Valstar bij de Bereden Artillerie, maar kwam niet in actie. Hij hield contact met zijn dienstvrienden en met anderen die bereid waren verzet te plegen. Vanaf augustus 1942 namen hij en zijn vrouw ook onderduikers in huis.
Voorjaar 1943 stuurde de Landelijke Organisatie voor Hulp aan Onderduikers (LO) een vertegenwoordiger naar Naaldwijk om de mogelijkheden voor het onderbrengen van onderduikers te bespreken. Deze Henk Veldhuis ontmoette Valstar thuis bij Leenderts broer Tinus, die actief was bij het verspreiden van de illegale krant Trouw.
Veldhuis lichtte Valstar in over een ploeg in Meppel die zich bezighield met het overvallen van distributiekantoren en bevolkingsregisters. Naar Meppels voorbeeld richtte Valstar vervolgens een eigen groep op, de Westlandse Knokploeg, waarmee hij een geslaagde overval pleegde op het Bureau voor Voedselvoorziening in Oorlogstijd in Naaldwijk. Verraad verhinderde echter geplande overvallen op bevolkingsregisters. Valstar moest vluchten om aan arrestatie te ontkomen.

## Bertus de Vries
Vanaf juli 1943 leidde Valstar als 'Bertus de Vries' een zwervend bestaan, en wijdde zich volledig aan illegaal werk. In augustus 1943 werden de regionale activiteiten van de diverse knokploegen gebundeld in de Landelijke Knokploegen; samen met Izaak van der Horst en Hilbert van Dijk uit Kampen en Liepke Scheepstra uit Arnhem en Theo Dobbe uit Naarden trad Valstar toe tot de landelijke top. Zijn werkterrein werd de opbouw en organisatie van knokploegen in heel West- en Midden-Nederland.
Naast zijn landelijke werk bleef hij actief als leider van zijn uit 15 man bestaande knokploeg. Met zijn ploeg pleegde hij overvallen in onder meer Capelle aan den IJssel, Lopik, IJsselstein, Alphen aan den Rijn, Broek op Langedijk, Krimpen aan de Lek, Zwammerdam, Doesburg, Naaldwijk en Delft. Doel van de overvallen was hetzij het vernietigen van persoonsadministraties (onder meer ten behoeve van de Arbeitseisatz), hetzij het buitmaken van distributiebonnen, die via de LO werden verdeeld onder onderduikers. Ook werden wel politiebureaus 'gekraakt' om aan wapens te komen. Bij een actie in oktober 1943 bevrijdde de groep Trouw-medewerker Kees Streef uit het 'Kriegslazarett' in Den Bosch.

## Vught
Op 15 mei 1944 bracht 'Bertus de Vries' een bezoek aan zijn vrouw die in Delft ondergedoken zat. Een paar dagen eerder had hij gehoord dat zij na veertien jaar huwelijk zwanger was van hun eerste kind. Op weg terug naar het station kreeg Valstar hoge nood en deed zijn behoefte in het Westplantsoen. Een surveillerende agent pakte hem daar op, omdat er eerder een zedendelict zou hebben plaatsgevonden. De politieman wilde hem meenemen naar het politiebureau. Valstar had echter drie maanden eerder persoonlijk meegedaan aan een "pistolenkraak" van dat bureau. In de buurt van het politiebureau schoot hij de agent neer en sloeg op de vlucht. Hij kwam echter niet ver, omdat een andere agent hem alsnog wist aan te houden.
Op het hoofdbureau werd hij herkend als betrokkene bij de Delftse 'wapenkraak' in februari van dat jaar. Dezelfde avond nog werd hij naar de Sicherheitsdienst (SD) in Rotterdam gebracht. Al spoedig werd hij geïdentificeerd als Leendert Valstar, gezocht wegens een overval in Naaldwijk en verdacht van betrokkenheid bij meer illegaal werk. De SD gelastte verscherpte bewaking en Valstar werd afgevoerd naar het cellencomplex in het concentratiekamp Vught.
Buiten het kamp werd alles geprobeerd om Valstar aan een doodvonnis te doen ontkomen. Leenderts vader was er half augustus 1944 van overtuigd dat zijn zoon niet de doodstraf zou krijgen. "Maak je om Leen maar geen zorgen; hij krijgt levenslang in plaats van de doodstraf, zei hij tegen zijn zwangere schoondochter Nelie."
Het verloop van de oorlog werkte echter in het nadeel van de gevangenen in Kamp Vught. Half augustus 1944 forceerden de geallieerde legers een doorbraak in Normandië en rukten snel op in de richting van België en Nederland. Op 3 september werd Brussel bevrijd, op 4 september Antwerpen. In allerijl zetten de Duitsers een ontruimingsplan op voor het Kamp Vught. Kort tevoren was tevens een bevel van Hitler van kracht geworden dat "terroristen" zonder vorm van proces moesten worden gedood, het zogeheten Niedermachungsbefehl. Op grond hiervan werden 450 verzetsstrijders vlak vóór en tijdens de ontruiming geëxecuteerd op de fusilladeplaats nabij het kamp; dit staat bekend als de Deppner-executies. Leendert Valstar werd gefusilleerd op 4 september 1944 samen met Izaak van der Horst, Jacques de Weert en zestig anderen. Van de ongeveer 3500 gevangenen die in deze periode werden getransporteerd naar Sachsenhausen overleefde vrijwel niemand de oorlog.
Dr. L. de Jong omschrijft Leendert Valstar in Het Koninkrijk der Nederlanden in de Tweede Wereldoorlog als "een geboren leider en een groot organisator, die als leider van zijn eigen knokploeg een enorme indruk maakt op zijn mensen door zijn grote kalmte en door zelf de gevaren niet uit de weg te gaan".

## Onderscheidingen
Bij Koninklijk Besluit van 7 mei 1946, nr. 17, werd hem postuum het Verzetskruis toegekend. Zijn naam staat vermeld op de Erelijst van Gevallenen 1940-1945.
In de Verzetswijk in Almere is een straat vernoemd naar Valstar, ter ere van zijn bijdrage aan het verzet.
H.J. van Aalderen
· P. van As
· M. Assies
· J.J. Barendsen
· J.A. Beekman
· H.D.J. Beernink
· L.R. Beijnen
· C.J. van den Berg-van der Vlis
· L.A. Bleys
· G. de Boer
· A.A. Bontekoe
· E.J. Bosch ridder van Rosenthal
· D.A. van den Bosch
· I.J. van den Bosch
· J.H. Bosch
· J.C.J. baron Brantsen
· A.L. Charroin
· F.G.M. Conijn
· M. Crans
· R.J. Dam
· F. Datema
· K.H. Derkzen van Angeren
· H. Dienske
· J.L.G. Doornik
· V. Dreyfus
· N. Dupont
· F. Duwaer
· S. Esmeijer
· G.H. Gelder
· J. Gelderman
· W.J. Gertenbach
· E.A. Giran
· O. Giran
· C.H. de Groot
· P.G.S. Guermonprez
· A. Hahn
· W. van Hall
· J.C.H.F. van Hanxleden Houwert
· Th.W.L. baron van Heemstra
· J.J. Hendrikx
· J.L. Hesselberg
· W.J. Heukels
· I. van der Horst
· J. ter Horst
· H.P. Hos
· J.F.H.M. baron van Hövell van Wezeveld en Westerflier
· B. IJzerdraat
· L. Jansen
· A. Kalter
· G.W. Kastein
· A. Keuter
· T.J. Kroeze
· D.M.R.H. Kroon
· H.Th. Kuipers-Rietberg
· A. Meerwaldt
· J.A.A. Mekel
· J.D. van Melle
· D.C.B. Mesritz
· M.-L.C. Meunier
· J.J. Mohr
· J.L. Moonen
· A.C. Nagtegaal
· F. Nieuwenhuijsen
· B. Oosthoek
· J. Oranje
· T. Pannekoek
· J. Post
· A.J. Rozeman
· V.H. Rutgers
· F.R. Ruys
· W. Santema
· J.J. Schaft
· Jhr. J. Schimmelpenninck
· R.L.A. Schoemaker
· G. Schoonman
· W.P. Speelman
· M. van der Stoep
· B.M. Telders
· A.O.H. Tellegen
· O.R. Thomsen
· G. Tieman
· T.W. de Tourton Bruijns
· L.M. Valstar
· G.J. van der Veen
· D. Verloop
· M.A.E. Verspyck
· P.M.R. Versteegh
· C. Vlot
· G. Weidner
· J.H. Westerveld
· H.B. Wiardi Beckman
· J.W. Wildschut
· J.R.E. Wüthrich
· L. Zwanenburg
· Onbekende Joodse soldaat